# Revue des études grecques
La Revue des études grecques és una publicació de l'"Association pour l'encouragement des études grecques en France". El primer número de la revista veié la llum el mes de març de l'any 1888, a París. La seva periodicitat és trimestral, tot i que en algunes èpoques fou semestral. Encara avui, continua editant-se.